# Суханов, Александр Николаевич
Александр Николаевич Суханов (12 сентября 1907 — 18 февраля 1978) — советский военный деятель, генерал-майор авиации, участник Гражданской войны в Испании, советско-финской и Великой Отечественной войн.

## Биография
Александр Николаевич Суханов родился 12 сентября 1907 года в городе Иваново-Вознесенске (ныне — Иваново), в семье уроженцев с.Кирилловка Арзамасского уезда.
В детские годы и до призыва в РККА проживал вместе с родителями в с.Кирилловка Арзамасского района. В 1929—1931 годах проходил службу в Рабоче-Крестьянской Красной Армии. В 1932 году окончил первый курс Ленинградского коммунистического института журналистики, после чего поступил на службу в Военно-морской флот СССР. В 1934 году окончил Ейскую военную школу морских лётчиков и лётчиков-наблюдателей имени И. В. Сталина, в 1934 году — Качинскую военную школу морских лётчиков имени А. Ф. Мясникова. Принимал участие в боях Гражданской войны в Испании и советско-финской войны, за многочисленные боевые заслуги был удостоен двух орденов Красного Знамени.
В 1942 году окончил командно-авиационный факультет Военно-морской академии имени К. Е. Ворошилова, после чего был направлен на фронт Великой Отечественной войны. Воевал заместителем командира, затем командиром 8-й авиационной бригады ВВС Балтийского флота. В июле 1943 года назначен командиром 8-й минно-торпедной авиационной дивизии ВВС Балтийского флота. Участвовал в обороне Ленинграда, в том числе в операции по прорыву блокады Ленинграда и операции по окончательному её снятию. Многократно лично совершал боевые вылеты на штурмовике Ил-2. Большое внимание уделял вопросам подготовки резерва и отправке его в действующие части ВВС. В ходе кампании 1943 года, когда подводные лодки Балтийского флота не имели возможности выйти в открытое море, торпедоносцы дивизии Суханова успешно наносили удары по вражеским судам, военно-морским базам, береговым батареям, а также поддерживали действия наземных войск. Только за тот год лётчики Суханова совершили в общей сложности более 4500 боевых вылетов, потопив 51 транспорт, 3 танкера, 1 канонерскую лодку, 1 тральщик и 7 других судов, поставили 450 мин, а также нанесли большой ущерб сухопутной инфраструктуре врага.
Тем не менее, несмотря на значительные боевые успехи, в августе 1944 года Суханов был освобождён от занимаемой должности. В декабре 1944 года он был назначен членом Союзной контрольной комиссии в Румынии по военно-морской авиации. В марте 1945 года назначен помощником командира 3-й авиационной группы Северного флота. В августе-октябре 1945 года Суханов возглавлял 10-й отдел Оперативного управления Главного морского штаба Военно-морского флота. В октябре — ноябре 1945 г. состоял в распоряжении командующего ВВС ВМФ, затем назначен начальником штаба 18-й смешанной авиационной дивизии ВВС Тихоокеанского флота в Порт-Артуре. С мая 1951 г. на преподавательской работе, был адъюнктом кафедры морской авиации и ПВО, преподавателем кафедры морской авиации, старшим преподавателем кафедры тактики ВВС Военно-морской академии имени К. Е. Ворошилова. В 1951—1969 годах был старшим преподавателем кафедры ВВС флота военно-морского факультета Военной академии Генерального штаба. Кандидат наук. В июле 1969 года был уволен в запас. Умер 18 февраля 1978 года, похоронен на Кунцевском кладбище Москвы.
Личные вещи, документы и награды Александра Николаевича хранятся в Арзамасском историко-художественном музее.

## Награды
- Орден Ленина (30 декабря 1956 года);
- 4 ордена Красного Знамени (4 июля 1937 года, 21 апреля 1940 года, 15 ноября 1950 года, ?);
- Орден Александра Невского (17 января 1944 года);
- Орден Отечественной войны 1-й степени (25 марта 1943 года);
- Орден Красной Звезды (30 апреля 1945 года);
- Медали «За боевые заслуги» (3 ноября 1944 года), «За оборону Ленинграда» и другие медали.

## Память
- Именем А.Н.Суханова названа улица в селе Кирилловке Арзамасского района Нижегородской области.